# Kasselrij Rijsel
De Kasselrij Rijsel was in de feodale periode een kasselrij in Waals-Vlaanderen rond de stad Rijsel. Het gebied komt tegenwoordig overeen met het arrondissement Rijsel in Noord-Frankrijk.
In de middeleeuwen behoorde de kasselrij tot het graafschap Vlaanderen. Het gebied bestond hoofdzakelijk uit vijf kwartieren of landen: 
- Carembaut (Caribant)
- Ferrain
- Mélantois (Medeland)
- Pévèle (Pevelen)
- Weppes

Daarnaast waren er nog kleinere kwartieren. Outre-Escaut (Transcaldina regio), een gebiedje tussen Doornik en de Mont de Trinité, tegenwoordig in België, werd zo genoemd omdat het aan de andere kant van de Schelde lag. Le Comté (Comitatus) ten slotte was veeleer een feodaal rechtsgebied dan een echt stuk grondgebied, bestaande uit verscheidene dorpen en gehuchten binnen andere gebieden. De heren van de vier baronieën van Phalempin-en-Carembaut, Cysoing-en-Pévèle, Warvin-en-Weppes en Comines-en-Ferrain bezaten de hoge jurisdictie.
De eerste bekende burggraaf van de kasselrij Rijsel is Saswallon rond 1039.
In het begin van de 14de eeuw, na het Verdrag van Athis-sur-Orge en Verdrag van Pontoise werd het gebied, samen met de kasselrijen van Orchies en Dowaai, afgestaan aan de Franse kroon. Rijsels-Vlaanderen werd nadien ondergebracht onder één baljuwschap. Toen in 1369 Filips de Stoute huwde met Margaretha van Male, dochter van de graaf van Vlaanderen, werden deze gebieden terug afgestaan. Rijsels-Vlaanderen kwam vervolgens in Spaanse handen terecht. Bij de Vrede van Aken in 1668 ging Rijsel definitief weer naar Frankrijk.

## Externe links

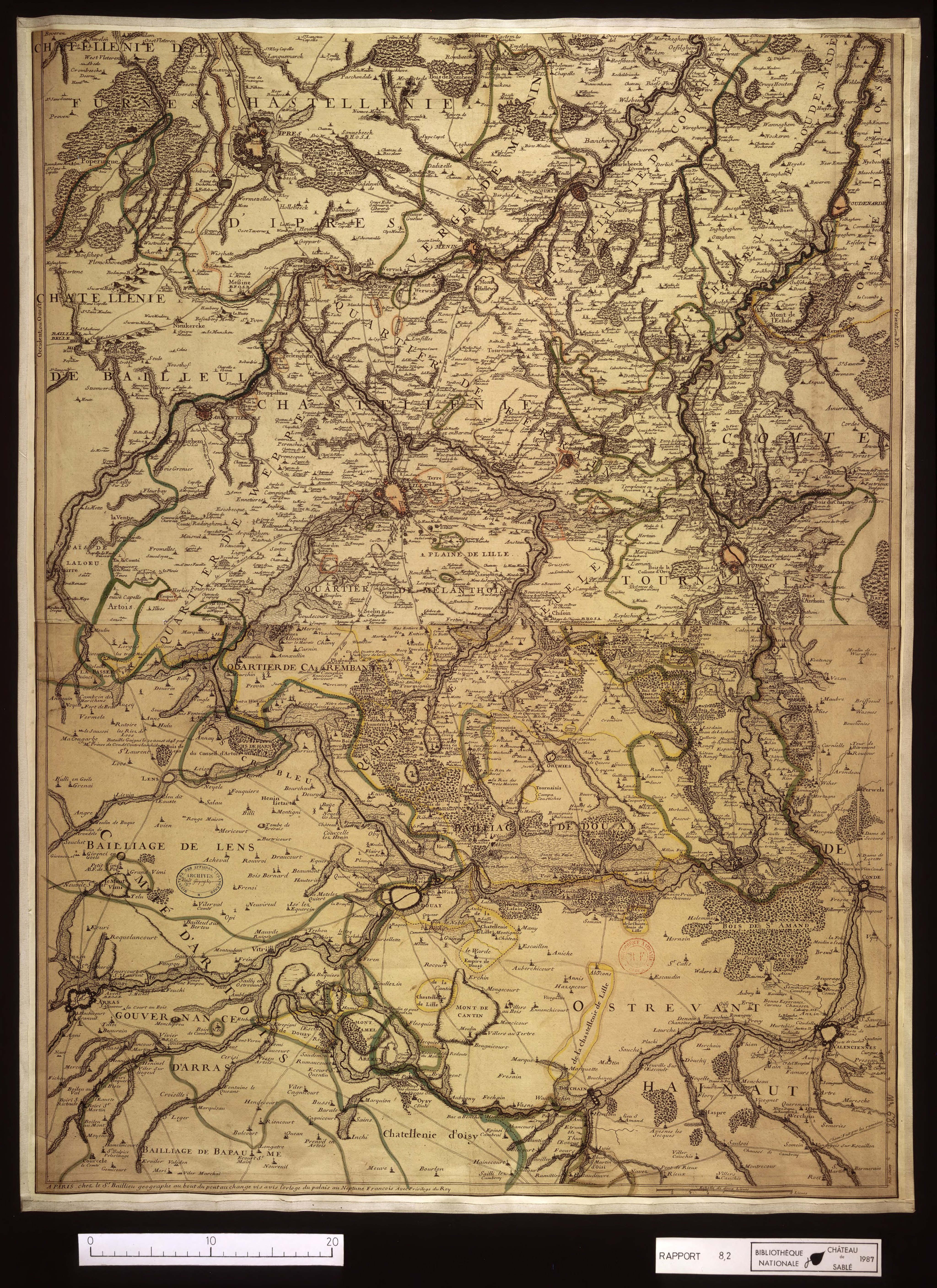
Kasselrij van Rijsel, kaart getekend in 1707.